# Carsten Niebuhr

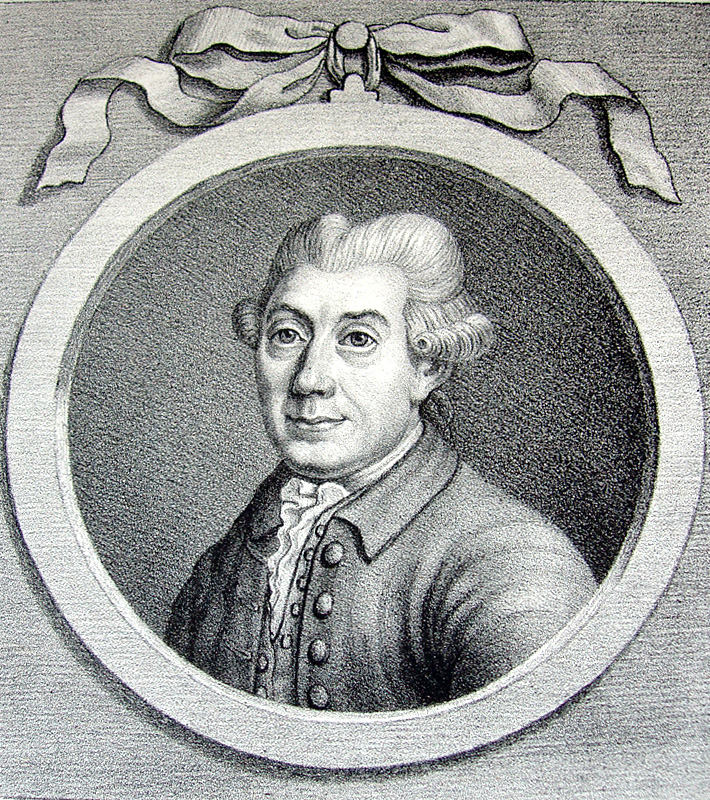
Carsten Niebuhr, nach einem Kupferstich von Carl Christian Glassbach (1751–ca. 1793), nach 1770; hier als Buchillustration, 1868

Carsten Niebuhr (* 17. März 1733 in Lüdingworth; † 26. April 1815 in Meldorf) war ein deutscher Mathematiker, Kartograf und Forschungsreisender in dänischen Diensten.

## Leben

Bronzestatue in Lüdingworth von Frijo Müller-Belecke

Carsten Niebuhr stammte aus einer wohlhabenden, alteingesessenen Bauernfamilie im Land Hadeln. Nach dem Tod seines Vaters 1749 verließ er die Lateinschule in Altenbruch. 1755 zog er nach Hamburg und beendete dort seine Schulausbildung an der Gelehrtenschule des Johanneums. Nach einem dreijährigen Mathematikstudium an der Georg-August-Universität Göttingen trat Niebuhr 1760 als Ingenieurleutnant in dänische Dienste. Im selben Jahr wurde er zum korrespondierenden Mitglied der Göttinger Akademie der Wissenschaften gewählt. 1761 wurde er von König Frederik V. von Dänemark als Kartograf in die sechsköpfige dänische Arabien-Expedition berufen, die im gleichen Jahr als Arabische Reise mit der Schiffspassage von Kopenhagen nach Konstantinopel begann.

### Arabische Reise
Auch wenn der Auftrag zu der Forschungsreise durch den dänischen König erging und dieser die Finanzierung übernahm, entstammte die Initiative dazu einem bereits 1753 ergangenen Aufruf des Göttinger Orientalisten Johann David Michaelis. Michaelis versprach sich von der Reise in den Vorderen Orient Beweisstücke für den Wahrheitsgehalt der biblischen Erzählungen. 1756 wiederholte er sein Anliegen in einem Brief an den deutschen Statthalter in Kopenhagen, Johann Hartwig Ernst von Bernstorff. Dieser wiederum gewann den dänischen König für den Plan.
Neben Niebuhr nahmen an der Expedition die folgenden Personen teil:
1. Professor Friedrich Christian von Haven als Philologe und Kenner der arabischen Sprache;
2. Professor Peter Forsskål als Naturkundler;
3. Doktor Christian Carl Cramer als Arzt;
4. Georg Wilhelm Bauernfeind als Kupferstecher und Maler;
5. Lars Berggren, ein schwedischer Dragoner als Diener – dieser wird häufig übersehen, so dass meist nur von einer fünfköpfigen Expedition gesprochen wird. Niebuhr sprach selber nur von einer fünfköpfigen Reisegesellschaft.

Nach einem Abstecher auf die Halbinsel Sinai wurde die Reise in Sues auf einem Pilgerschiff nach Dschidda und Mekka im heutigen Saudi-Arabien fortgesetzt. Um Konflikte mit den Einheimischen zu vermeiden, legte Niebuhr für seine weitere Reise Landestracht an. Er fertigte die erste verlässliche Kartenskizze des Roten Meeres an. Diese Karte gab für die britische Post den Ausschlag für die Entscheidung, die Post nach Indien über Sues statt wie bisher um Afrika herum zu befördern. Schließlich erreichte Niebuhr den Jemen, von dem er auf zahlreichen Reisen die erste genaue Karte anfertigte, die für die nächsten 200 Jahre gültiges Standardwerk blieb.

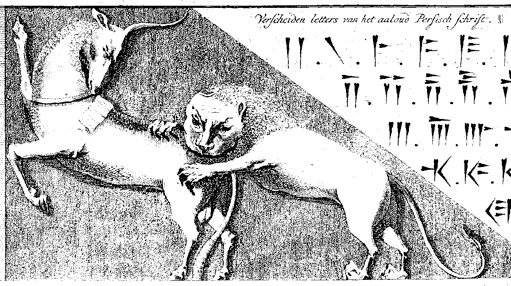
Keilschriftdarstellung mit Einhorn und Löwe (Illustration aus: Reisebeschreibung nach Arabien und andern umliegenden Ländern, Amsterdam 1779)

Nachdem von Haven (25. Mai 1763) und Forsskål (11. Juli 1763) an der damals noch nicht diagnostizierbaren (und schon gar nicht behandelbaren) Malaria erkrankt und gestorben waren, brachen die verbliebenen vier Expeditionsteilnehmer nach einem Besuch der jemenitischen Hauptstadt Sanaa 1763 von Mokka (Al Mukha) nach Bombay in Indien auf. Auf der Seereise starben auch Bauernfeind und Berggren (29. und 30. August 1763), so dass nur noch zwei der Expeditionsteilnehmer Bombay erreichten. Dort starb am 10. Februar 1764 schließlich auch Cramer, der letzte Begleiter Niebuhrs, an Malaria.
Trotz aller Widrigkeiten setzte Niebuhr seine Reise in Richtung Meer von Oman und zum Persischen Golf fort und landete schließlich Anfang des Jahres 1765 in Buschehr. Von dort aus schloss er sich einer Karawane nach Schiras an, wo er einige Wochen blieb. Sodann reiste er nach Persepolis und kopierte in den Ruinen mehrere Keilschrift-Inschriften so sorgfältig, dass seine Aufzeichnungen noch Jahrzehnte später als Vorlage für die Entzifferung von Keilschriften dienten. So nutzte Georg Friedrich Grotefend eine der Niebuhrschen Kopien aus dem Darius-Palast in Persepolis für seine Lesung der altpersischen Version, den ersten gelungenen Entzifferungsversuch der Keilschrift. 1766 fertigte Niebuhr einen Grundriss der Stadt Orfa (Urfa) an, heute Sanliurfa.

### Rückkehr
1767 kehrte Carsten Niebuhr auf dem Landweg über den Irak, die Türkei und den Balkan nach Kopenhagen zurück und veröffentlichte die gesammelten Daten und Unterlagen der Expedition. Er erhielt zahlreiche Auszeichnungen für seine Verdienste und Arbeiten. Der Göttinger Professor Michaelis zählte hingegen nicht zu den Gratulanten. Für die bahnbrechenden empirischen Erkenntnisse über eine damals für Europäer weitgehend fremde Welt, die Niebuhr erzielt hatte, zeigte Michaelis praktisch kein Interesse, da er sie nicht mit seiner ursprünglichen Intention einer Faktensammlung zur Untermauerung der biblischen Heilsgeschichte verwenden konnte.

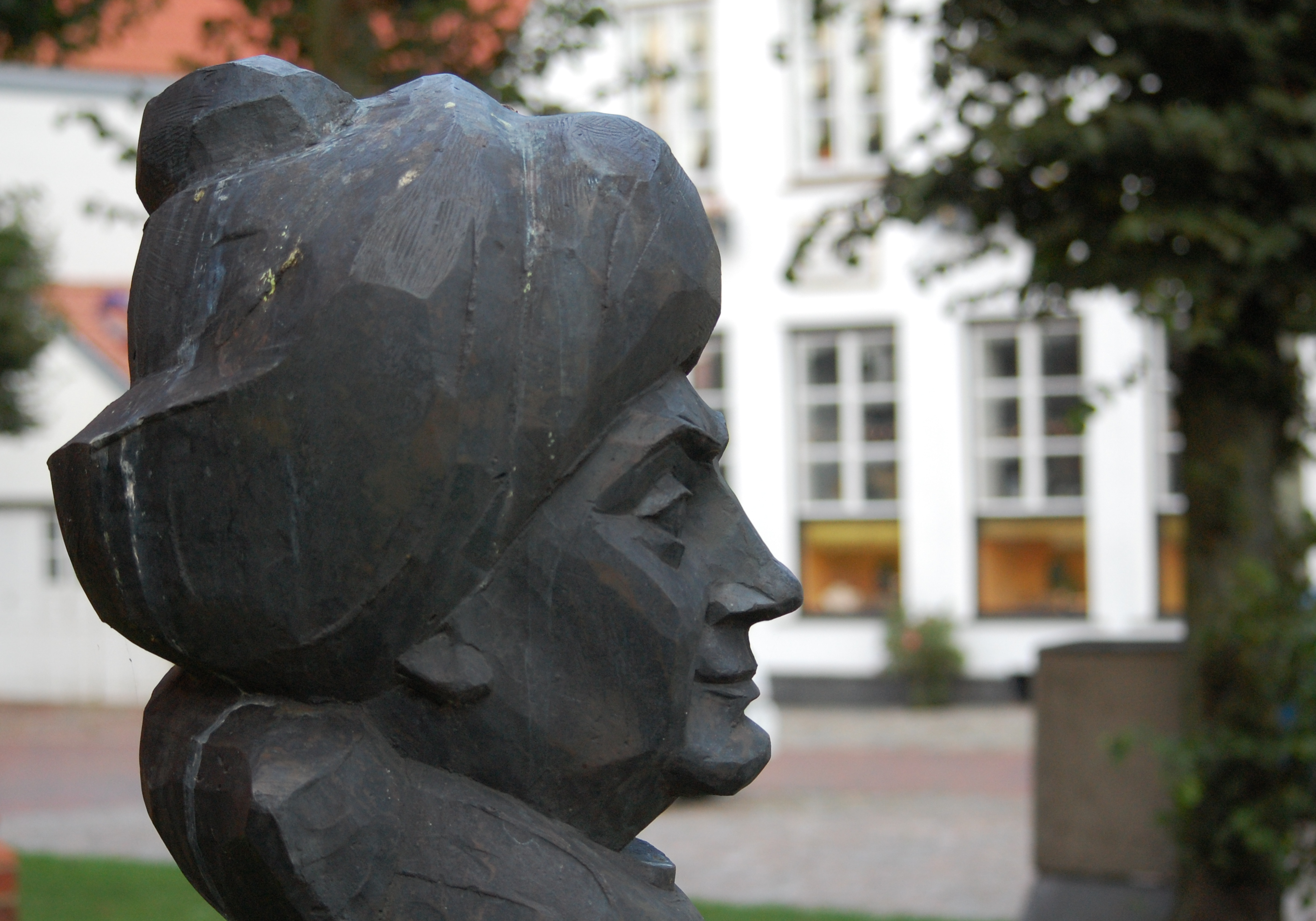
Niebuhr-Büste (von Manfred Sihle-Wissel) vor dem Niebuhr-Haus in Meldorf.

1768 wurde Niebuhr Ingenieur-Kapitän, 1778 Wirklicher Justizrat und Landschreiber zu Meldorf, 1808 Etatsrat. In Meldorf war er mit dem Dichter Heinrich Christian Boie befreundet.
In Kopenhagen heiratete er 1773 Christiane Sophie Blumenberg (1742–1807), die Tochter des königlichen Leibarztes Henning Georg Blumenberg (1699–1745) aus Goslar. Barthold Georg Niebuhr war ihr Sohn, Marcus von Niebuhr ihr Enkel. 1802 wurde er zum auswärtigen Mitglied der Académie des Inscriptions et Belles-Lettres gewählt.
In Meldorf starb er im Jahr 1815. Niebuhr wurde im Meldorfer Dom begraben, wo seine Grabplatte erhalten ist. Denkmäler stehen in seinem Heimatort Lüdingworth und vor dem Meldorfer Dom.

## Wirken

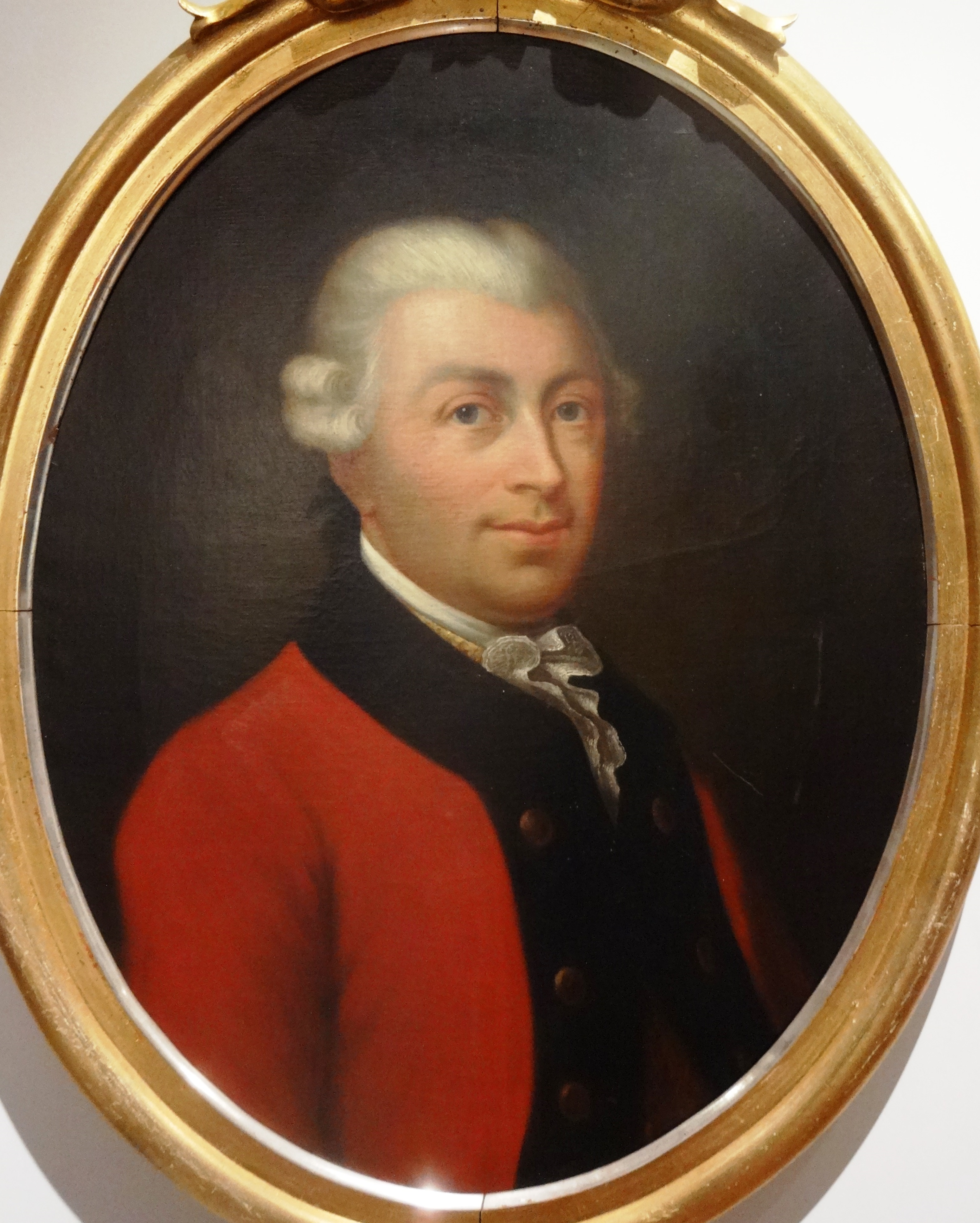
Walther Witting (1864–1940): Carsten Niebuhr. Öl auf Leinwand, signiert und datiert „1908“, Dithmarscher Landesmuseum, Meldorf

Niebuhr galt in seiner Zeit als Aufklärer, der einen unbefangenen Blick auf den Orient warf. Johann Wolfgang von Goethe verlangte von Niebuhrs Sohn ein Autograf seines Vaters. Friedrich Schiller las 1798 Niebuhrs Reisebeschreibung – vor allem über seine besondere Aufmerksamkeit für archäologische Überreste – zur Zeit von Napoleons Ägyptenfeldzug. Auch Johann Gottfried Herder beschäftigte sich mit Niebuhrs Reisebeschreibungen, und widmete ihm den ersten seiner „Persepolitanischen Briefe“.
Niebuhr war der erste, der die Methode der Monddistanzen auf dem Festland zur Bestimmung der geographischen Länge anwandte. Damit erzielte er ausgezeichnete Ergebnisse für das nördliche Rote Meer. Mit Hilfe seiner Karte konnte es Kapitän Holford 1772 wagen, den Seeweg von Kalkutta nach Sues zu suchen.
In Kopenhagen war Niebuhr in freundschaftlichen Kontakt zu dem noch jungen Deutsch-Dänen Friedrich Münter gekommen, den er für die Archäologie zu begeistern verstand und der später ein bekannter Orientalist, Altertumsforscher und Bischof in dänischen Diensten wurde.
Das größte skandinavische Universitätsinstitut auf dem Forschungsgebiet Naher Osten mit dem Sitz an der Universität Kopenhagen ist nach Carsten Niebuhr benannt. Seine Messinstrumente befinden sich zusammen mit einem Modell des Forschungsschiffes Grönland im Dithmarscher Landesmuseum in Meldorf. Teile seiner handschriftlichen Reiseberichte befinden sich in der Göttinger Universitätsbibliothek.

## Werke
- Beschreibung von Arabien. Kopenhagen 1772, Digitalisat.
- Reisebeschreibung nach Arabien und andern umliegenden Ländern, urn:nbn:de:gbv:8:2-1074558
  - Band 1, Kopenhagen 1774, urn:nbn:de:gbv:8:2-1074567
  - Band 2, Kopenhagen 1778, urn:nbn:de:gbv:8:2-1136794
  - Band 3, Johann Nikolai Gloyer und Justus Olshausen (Hgs.): Reisen durch Syrien und Palästina. Mit Niebuhr's astronomischen Beobachtungen und einigen kleineren Abhandlungen. Friedrich Perthes, Hamburg 1837, urn:nbn:de:gbv:8:2-1100232
- Plan von Kahira nebst Fostat oder Alt-Kahira, Blak und Dschise nach C. Niebuhr. Geographisches Institut, Weimar 1809, urn:nbn:de:hbz:061:1-30902.

## Würdigung

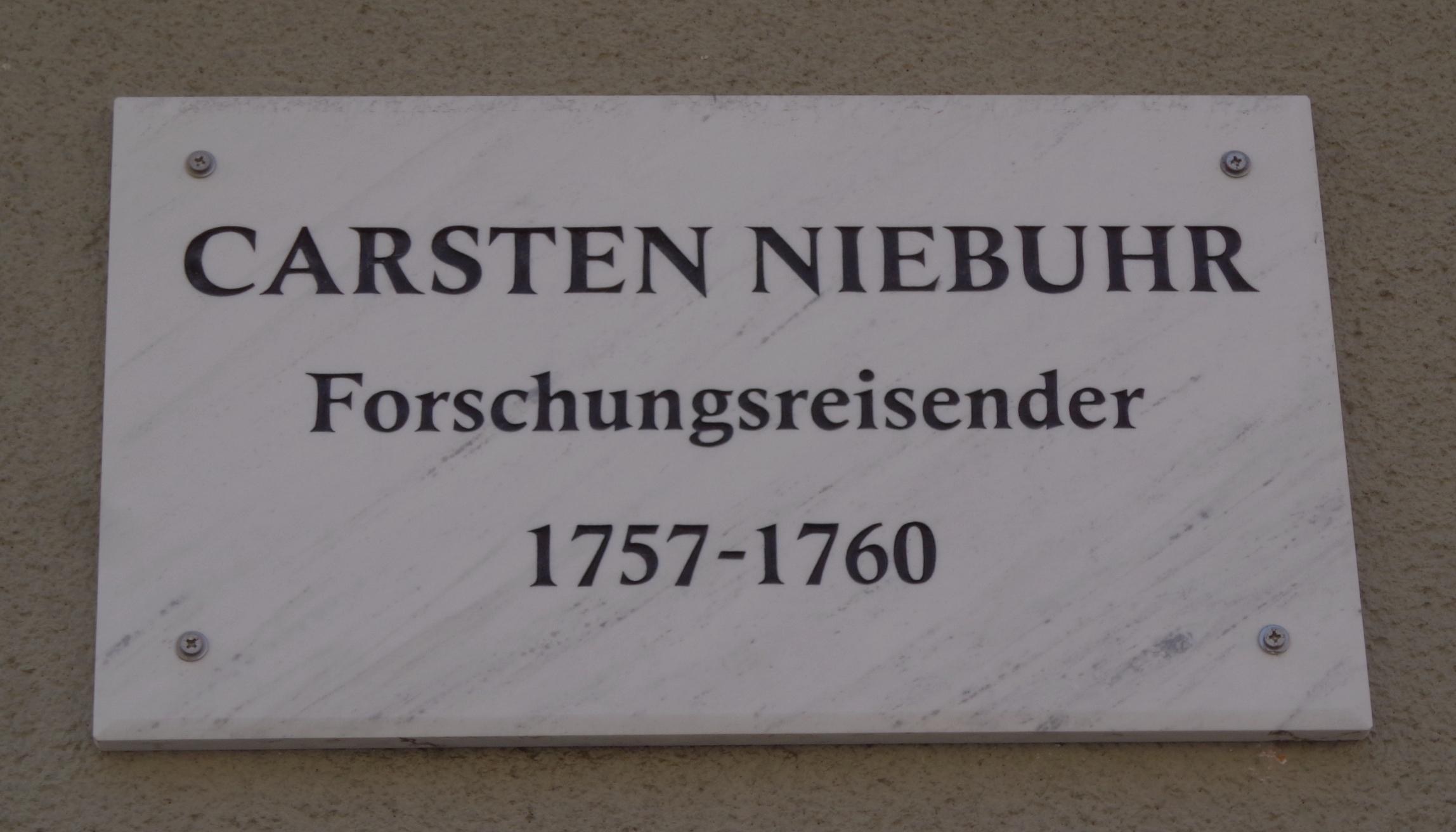
Göttinger Gedenktafel für Carsten Niebuhr

Die deutsche Schriftstellerin Christine Wunnicke veröffentlichte 2020 den Roman Die Dame mit der bemalten Hand, der von der fiktiven Begegnung Niebuhrs mit einem persischen Astronomen berichtet. Das Werk gelangte auf die Shortlist des Deutschen Buchpreises und wurde mit dem Wilhelm-Raabe-Literaturpreis 2020 ausgezeichnet. 
Der 1953 entdeckte Asteroid (3284) Niebuhr wurde nach Carsten Niebuhr benannt.
In seinem Geburtsort Lüdingworth – heute ein Stadtteil von Cuxhaven – wurde 1971 die die Carsten‑Niebuhr‑Straße nach ihm benannt.
Seit 2018 vergibt die Deutsch-Arabische Gesellschaft jährlich den Carsten‑Niebuhr‑Preis, um Persönlichkeiten zu würdigen, die sich für den deutsch-arabischen Kulturdialog einsetzen. Zu den Preisträgern zählen u. a. Marianne Manda, Walter Sommerfeld und Volker Nienhaus.